# Space Ace
Space Ace (яп. 宇宙エース Утю Эсу, Космический Ас) — японская манга, автором и иллюстратором которой является Тацуо Ёсида, выпускалась издательством Shueisha в журнале Shōnen Book с июня 1964 года по май 1966 года. По мотивам манги студией Tatsunoko Production был выпущен чёрно-белый аниме-сериал и транслировался по телеканалу Fuji TV с 8 мая 1965 года по 28 апреля 1966 года. Это также самый первый аниме-сериал, выпущенный студией Tatsunoko. Сериал также транслировался на территории Португалии и Мексики.

## Сюжет
Доктор Тацуноко организует подводную экспедицию, чтобы исследовать таинственное радиоактивное излучение, идущее от гигантского моллюска. В результате он находит источник излучения — необычную жемчужину. По возвращении в исследовательский центр, Тацуноко и его дочь — Азари находят странный объект, похожий на медальон, где написано, что в жемчужине заточено существо из планеты Парлум. Внезапно жемчужина треснула, как яйцо и перед доктором появился необычный мальчик, который может использовать своё серебряное кольцо в качестве самолета или оружия. С тех пор супер-мальчик, или Ас, будет периодически сражаться со злыми силами, чтобы уберечь Землю.

## Роли озвучивали
- Сумико Сиракава — Ас
- Такуя Фудзиока — Голос за кадром
- Иэмаса Каюми — Доктор Тацуноко
- Кэндзи Уцуми — Ибо
- Кинъя Айкава — Ядокари
- Марико Мукаи — Асари
- Ютака Ояма — Доктор Монтгомэри